# Paul K. Lerpae
Paul K. Lerpae (* 7. April 1900 in Mexiko-Stadt, Mexiko; † 5. Oktober 1989 in Palm Springs, Kalifornien) war ein mexikanisch-amerikanischer Filmtechnikpionier und Spezialeffektkünstler, der 1945 mit dem Oscar für technische Verdienste (Technical Achievement Award) ausgezeichnet wurde, und 1948 eine Oscarnominierung in der Kategorie „Beste Spezialeffekte“ für den Western Die Unbesiegten sowie 1951 für den Monumentalfilm Samson und Delilah erhielt.

## Leben
Lerpae war ein hochqualifizierter Fachmann auf dem Gebiet der Spezialeffekte, stand aber doch ein wenig im Schatten von Gordon Jennings, unter dessen Leitung er anfangs in mehreren Filmen des Regisseurs Cecil B. DeMille, wie beispielsweise Union Pacific (1939), Piraten im karibischen Meer (1942), Dr. Wassells Flucht aus Java (1944) und Die Unbesiegten tätig war. Für den letztgenannten Film wurden Lerpae und Jennings zusammen mit ihren Kollegen Devereaux Jennings, Farciot Edouart, W. Wallace Kelley und George Dutton 1948 für einen Oscar nominiert. Die Auszeichnung ging jedoch an A. Arnold Gillespie, Warren Newcombe, Douglas Shearer und Michael Steinore und das Filmdrama Taifun.
In dem Monumentalfilm Samson und Delilah von DeMille arbeitete Lerpae wiederum mit Jennings zusammen, ebenso wie mit Dorothy Lamour, die die weibliche Hauptrolle spielte, und mit der Lerpae bereits 1939 in der Literaturverfilmung Piraten in Alaska, 1940 beziehungsweise 1941 in den Abenteuerverfilmungen Die Hölle der Südsee und Aloma, die Tochter der Südsee, 1945 in dem Drama A Medal for Benny sowie in den Filmkomödien Der Weg nach Utopia (1945), Der Weg nach Rio (1947) und Der Weg nach Bali (1952) zusammengearbeitet hatte. Für Samson und Delilah wurden Lerpae und Gordon und Devereaux Jennings 1951 erneut für den Oscar nominiert, mussten aber Lee Zavitz und dem Science-Fiction-Film Endstation Mond den Vorrang lassen.
Auch in der von Kritik und Publikum sehr geschätzten Verfilmung einer der ersten großen Alien-Invasionsfilme Kampf der Welten aus dem Jahr 1953, basierend auf dem Roman Der Krieg der Welten von H. G. Wells, arbeitete Lerpae im Team von Jennings, der für seine Leistung mit einem Oscar ausgezeichnet wurde. Die spektakulären fliegenden Untertassen und ihr Angriff auf die Erde gehen weitreichend auf Arbeiten von Lerpae und Byron Haskin zurück. In dem 1955 entstandenen Science-Fiction-Film Die Eroberung des Weltalls kam es zu einer erneuten Zusammenarbeit zwischen Lerpae und Haskin. Für den Monumentalfilm Die zehn Gebote von DeMille von 1956, der mit Produktionskosten von 13 Millionen US-Dollar lange Zeit als einer der teuersten Filme von Paramount Pictures galt, war Lerpae ebenfalls im Einsatz, ebenso für den Alfred-Hitchcock-Film Vertigo – Aus dem Reich der Toten mit James Stewart und Kim Novak. Im Jahr 1963 war er an dem Westerndrama Der Wildeste unter Tausend von Martin Ritt mit Paul Newman beteiligt.
Als sich langsam eine neue Generation von Technikern und Ingenieuren in Hollywood etablierte, stellte Lerpae seine Kunst in den Dienst von Komödien, wo die Tricks weniger spektakulär sein mussten, als in seinen früheren Arbeiten. Er arbeitete in mehreren Filmen mit Jerry Lewis zusammen und trug in dessen Filmen zu Effekten bei, die im Gedächtnis blieben. Seine letzte Filmarbeit Ein seltsames Paar leistete er 1968 für eine Filmkomödie des Komikerduos Jack Lemmon und Walter Matthau.
Lerpae war nicht nur 1948 für einen Oscar nominiert, sondern bereits auf der Oscarverleihung 1945 mit dem Technical Award für eine von ihm entwickelte Wandermaske („for the design and construction of the Paramount traveling matte projection and photographing device“) ausgezeichnet worden.

## Filmografie (Auswahl)
(in mit * gekennzeichneten Filmen als Paul Lerpae)
- 1936: The Big Broadcast of 1937 *
- 1938: Piraten in Alaska (Spawn of the North)
- 1939: Union Pacific
- 1940: Dr. Zyklop (Dr. Cyclops)
- 1940: Die Hölle der Südsee (Typhoon)
- 1941: I Wanted Wings
- 1941: Aloma, die Tochter der Südsee (Aloma of the South Seas)
- 1942: Piraten im karibischen Meer (Reap the Wild Wind)
- 1943: Mutige Frauen (So Proudly We Hail!)
- 1944: Gefährliche Begegnung (The Woman in the Window) *
- 1944: Die Träume einer Frau (Lady in the Dark) *
- 1944: The Negro Soldier (Dokumentar-Kurzfilm)
- 1944: Dr. Wassells Flucht aus Java (The Story of Dr. Wassell)
- 1944: Here Come the Waves *
- 1944: Practically Yours
- 1944: Belle of the Yukon
- 1945: Rausch der Farben (It’s a Pleasure)
- 1945: A Medal for Benny
- 1945: Incendiary Blonde
- 1945: Liebesbriefe (Love Letters)
- 1945: Eine Lady mit Vergangenheit (Kitty)
- 1945: Der Weg nach Utopia (Road to Utopia)
- 1945: Das verlorene Wochenende (The Lost Weekend)
- 1946: Morgen ist die Ewigkeit (Tomorrow Is Forever)
- 1946: In Ketten um Kap Horn (Two Years Before the Mast)
- 1946: Mutterherz (To Each His Own)
- 1946: Der Mann aus Virginia (The Virginian)
- 1946: Die seltsame Liebe der Martha Ivers (The Strange Love of Martha Ivers)
- 1946: Mit Pinsel und Degen (Monsieur Beaucaire)
- 1946: Blau ist der Himmel (Blue Skies) *
- 1946: Der schwarze Spiegel (The Dark Mirror)
- 1947: Kalkutta (Calcutta)
- 1947: California
- 1947: Die Unbesiegten (Unconquered) *
- 1947: Der Weg nach Rio (Road to Rio)
- 1949: Samson und Delilah
- 1950: Stadt im Dunkel (Dark City)
- 1951: Hochzeitsparade (Here Comes the Groom) *
- 1951: Der jüngste Tag (When Worlds Collide)
- 1952: Die größte Schau der Welt (The Greatest Show on Earth) *
- 1952: Bleichgesicht Junior (Son of Paleface) *
- 1952: Nur für Dich (Just for You) *
- 1952: Der Weg nach Bali (Road to Bali)
- 1953: Starr vor Angst (Scared Stiff)
- 1953: Kampf der Welten (The War of the Worlds) *
- 1953: Der Tolpatsch (The Caddy) *
- 1953: Der tollkühne Jockey (Money from Home)
- 1954: Elefantenpfad (Elephant Walk) *
- 1954: Die Brücken von Toko-Ri (The Bridges at Toko-Ri)
- 1955: Die Eroberung des Weltalls (Conquest of Space) *
- 1956: Die zehn Gebote (The Ten Commandments) *
- 1958: Vertigo – Aus dem Reich der Toten (Vertigo)
- 1958: König der Freibeuter (The Buccaneer) *
- 1963: Der Wildeste unter Tausend (Hud)
- 1963: Der verrückte Professor (The Nutty Professor)
- 1963: Wenn mein Schlafzimmer sprechen könnte (Come Blow Your Horn)
- 1963: Die Hafenkneipe von Tahiti (Donovan’s Reef)
- 1963: Ach Liebling … nicht hier! (Wives and Lovers)
- 1963: Eine neue Art von Liebe (A New Kind of Love)
- 1963: Der Ladenhüter (Who’s Minding the Store)
- 1963: Acapulco (Fun in Acapulco)
- 1963: Wer hat in meinem Bett geschlafen? (Who’s Been Sleeping in My Bed?)
- 1963: Verliebt in einen Fremden (Love with the Proper Stranger)
- 1964: Das Gesetz der Gesetzlosen (Law of the Lawless)
- 1964: Zusammen in Paris (Paris – When It Sizzles)
- 1964: Die Unersättlichen (The Carpetbaggers)
- 1964: Lady in a Cage
- 1964: Die Heulboje (The Patsy)
- 1964: Wohin die Liebe führt (Where Love Has Gone)
- 1964: König der heißen Rhythmen (Roustabout)
- 1964: Der Tölpel vom Dienst (The Disorderly Orderly)
- 1965: Revolverhelden von Fall River (Young Fury)
- 1965: Das Vorleben der Sylvia West (Sylvia)
- 1965: Cowboy-Melodie (Tickle Me)
- 1965: Das Familienjuwel (The Family Jewels)
- 1965: Revolver diskutieren nicht (Town Tawer)
- 1965: Rote Linie 7000 (Red Line 7000)
- 1965: Boeing-Boeing
- 1965: … denn keiner ist ohne Schuld (The Oscar)
- 1965: Die Todes-Ranch (The Night of the Grizzly)
- 1966: Südsee-Paradies (Paradise, Hawaiian Style)
- 1966: Nevada Smith
- 1966: Die ‘allerletzten’ Geheimagenten? (The Last of the Secret Agents?)
- 1966: Überfall auf die Queen Mary (Assault on a Queen)
- 1966: Dieses Mädchen ist für alle (This Property Is Condemned)
- 1966: El Dorado
- 1967: Der blutige Westen (Red Tomahawk)
- 1967: Der Todesschuß (Warning Shot)
- 1967: Seemann, ahoi! (Easy Come, Easy Go)
- 1967: Die Bankräuberbande (The Caper of the Golden Bulls)
- 1967: Barfuß im Park (Barefoot in the Park)
- 1967: Chuka
- 1967: Die gesetzlosen Drei (Fort Utah)
- 1967: Wasserloch Nr. 3 (Waterhole No. 3)
- 1967: Der Verwegene (Will Penny)
- 1968: Die Wegelagerer (Arizona Bushwhackers)
- 1968: Project X
- 1968: Ein seltsames Paar (The Odd Couple)

## Auszeichnungen
- 1945: Oscar für technische Verdienste (Academy Technical Achievement Award)
- 1948: Oscarnominierung in der Kategorie „Beste Spezialeffekte“ für Die Unbesiegten
zusammen mit Farciot Edouart, Devereaux Jennings, Gordon Jennings, W. Wallace Kelley und George Dutton.
- 1951: Oscarnominierung in der Kategorie „Beste Spezialeffekte“ für Samson und Delilah
 zusammen mit Gordon Jennings und Devereaux Jennings